# Masistes
Masistes (en grec antic: Μασίστης Masístēs) va ser un príncep aquemènida, fill de Darios I el Gran i germà de Xerxes I de Pèrsia.
Masistes era un dels generals del seu germà Xerxes i va participar en la campanya de Grècia els anys 480 aC i 479 aC). Va tenir un enfrontament amb el seu fill Artaïntes al que va acusar de covardia. Mentre Masistes lluitava, Xerxes demanava a la dona del fill de tenir relacions amoroses, però la dona s'hi va negar. Per estar proper a ella Xerxes va casar al seu fill Darios amb la filla de Masistes, Artaïnta, però després Xerxes va preferir a la filla que a la mare i la va agafar com amant. Un vestit que havia brodat la reina Amastris per Xerxes, el va regalar a Artaïnta, i quan el va portar en públic l'afer es va descobrir. Amastris es va revenjar fent matar la mare, la dona de Masistes.
Xerxes en compensació va oferir a Masistes la mà d'una filla, però Masistes va rebutjar i quan va veure la seva dona (que havia estat torturada i mutilada) va marxar cap a Bactriana on era sàtrapa, per revoltar-se, però les tropes el van interceptar pel camí. Va morir executat, junt amb alguns seguidors i els seus tres fills.